# (9867) 1991 VM
(9867) 1991 VM es un asteroide perteneciente al cinturón de asteroides, región del sistema solar que se encuentra entre las órbitas de Marte y Júpiter.
Fue descubierto el 3 de noviembre de 1991 por Akira Natori y Takeshi Urata desde la estación Yakiimo.

## Designación y nombre
Designado provisionalmente como 1991 VM. 

## Características orbitales
1991 VM está situado a una distancia media del Sol de 2,265 ua, pudiendo alejarse hasta 2,697 ua y acercarse hasta 1,832 ua. Su excentricidad es 0,191 y la inclinación orbital 5,559 grados. Emplea 1244,71 días en completar una órbita alrededor del Sol.

## Características físicas
La magnitud absoluta de 1991 VM es 14,70. Tiene 4,506 km de diámetro y su albedo se estima en 0,182.